# Orange-Nassau
Orange-Nassau, nizozemska vladarska dinastija koja je dobila ime po srednjovjekovnoj grofoviji Orange u jugoistočnoj Francuskoj. Prvobitna obitelj Orange izumrla je u muškoj liniji 1530. godine, nakon čega je utemeljena dinastija Orange-Nassau. Članovi obitelji vladali su Nizozemskom i Velikom Britanijom.

## Povijest dinastije
Grofoviju Orange stekao je potkraj 8. stoljeća Vilim, utemeljitelj dinastije. U 12. stoljeću, grofovija je bila uzdignuta na rang kneževine i obitelj je postala vazal njemačko-rimskih careva. Kada je 1530. godine umro posljednji muški izdanak obitelji Orange, Philibert de Chalon, njegove je zemlje nasljedio nećak René od Nassaua, koji je prethodno zavladao njemačkim posjedima svojega oca, kao i posjedima u Nizozemskoj. Godine 1544. Renéa je naslijedio njegov rođak Vilim Šutljivi iz nizozemske obitelji Nassau-Dillenburg. On je utemeljio stariju liniju Orange-Nassau, čiji su članovi od tada nosili titulu oranskih prinčeva.
Godine 1702. izumrla je s Vilimom III., koji je 1689. godine naslijedio englesku krunu, starija linija obitelji. Mlađa linija, izgubivši grad Orléans 1713. godine, zadržala je samo svoje nizozemske posjede. Iz mlađe linije, koja je kao i starija dala Nizozemskoj niz namjesnika, potječu nizozemski kraljevi (od 1815.). Mlađa linija utrnula se u muškoj lozi 1890. godine smrću Vilima III., kojeg je na prijestolju naslijedila kći Vilhelmina.

## Popis vladara iz dinastije Orange-Nassau

### Namjesnici Nizozemske
- Vilim I. (1559. – 1584.)
- Maurice (1585. – 1625.)
- Fridrik Henrik (1625. – 1647.)
- Vilim II. (1647. – 1650.)
- Vilim III. (1672. – 1702.)
- Vilim IV. (1711. – 1751.)
- Vilim V. (1751. – 1806.)

### Prinčevi Nizozemske
- Vilim I. (1813. – 1815.); kao princ Nizozemske

### Kraljevi Nizozemske
- Vilim I. (1815. – 1840.); kao kralj Nizozemske
- Vilim II. (1840. – 1849.)
- Vilim III. (1849. – 1890.)
- Wilhelmina (1890. – 1948.)
- Juliana (1948. – 1980.)
- Beatrix (1980. – 2013.)
- Vilim-Aleksandar (2013.-....)

## Vanjske poveznice
- Orange Hrvatska enciklopedija

## Galerija
- Grb dinastije Orange-Nassau
- Grb kraljevine Nizozemske
- Grb Kraljevine Nizozemske s krunom
- Kraljevski grb Nizozemske
- Kraljevski grb